# Dagenais c. Société Radio-Canada
Dagenais c. Société Radio-Canada  est un arrêt de principe de la Cour suprême du Canada rendu en 1994 concernant les ordonnances de non-publication et leur relation à la liberté d'expression prévue à l'article 2b) de la Charte canadienne des droits et libertés.

## Les faits
Quatre membres anciens et actuels des Frères chrétiens, un ordre religieux catholique, ont été accusés d'abus sexuels sur de jeunes garçons alors qu'ils étaient enseignants dans une école catholique de l'Ontario. Au cours de leur procès, la Société Radio-Canada a produit une mini-série dramatique, basée sur un autre scandale d'abus sexuel à l'orphelinat Mount Cashel, intitulé The Boys of St. Vincent, et elle devait être diffusée dans tout le pays au cours de la première semaine de décembre 1992. 
L'avocat de la défense a introduit une requête demandant que le jury entende l'exposé avant la diffusion de l'émission ou bien qu'il soit isolé pendant la fin-de-semaine de la diffusion de l'émission. Le juge a refusé et a simplement ordonné au jury d'éviter de regarder l'émission.
La veille de la diffusion, l'avocat de la défense a demandé une injonction pour empêcher la SRC de diffuser l'émission et de publier toute information relative à l'émission jusqu'à la fin du dernier des quatre procès. L'injonction a été accordée.
En appel, la Cour d'appel de l'Ontario a confirmé l'injonction mais l'a limitée à l'Ontario et à Montréal, et a annulé l'interdiction de toute publicité de l'émission. La SRC et l'Office national du film du Canada ont interjeté appel de la décision devant la Cour suprême du Canada.

## Jugement de la Cour suprême
Les juges majoritaires ont conclu que l'interdiction de publication violait la liberté d'expression en vertu de l'article 2b) de la Charte.

## Motifs du jugement
Il a été jugé que les juges ont un pouvoir discrétionnaire de common law pour imposer des interdictions de publication sur les informations révélées dans un procès pénal. Le juge, cependant, doit soupeser des droits concurrents, tels que la liberté d'expression et le droit à un procès équitable, afin de minimiser la violation des droits. Il a également été jugé que les médias ont le droit de faire appel d'une décision d'interdiction de publication.

## Faits subséquents
La Cour a établi des critères pour l'interdiction de publication à accorder et cela est devenu connu comme le test Dagenais / Mentuck:
Une interdiction de publication ne doit être ordonnée que lorsque ;

« (A) L’ordonnance (visant l’interdiction) est nécessaire pour écarter un risque sérieux pour la bonne administration de la justice et que  
(B) Les effets bénéfiques de l’ordonnance sollicitée sont plus importants que ses effets préjudiciables sur les droits et les intérêts des parties et du public.  [...] »

Le juge David D. Smith a déclaré dans un jugement 2014 que:

« La Cour suprême du Canada a protégé avec un soin jaloux le concept de la publicité des débats au fil des années et, au cours des 20 dernières années, a restreint, dans les affaires Dagenais c. Société Radio-Canada et R. c. Mentuck  le critère permettant de rendre des ordonnances d’interdiction discrétionnaire de publication d’éléments de preuve, appelé le critère Dagenais/Mentuck. Le critère Dagenais/Mentuck oblige la partie s’opposant à ce que les médias aient accès à l’information de démontrer que l’ordonnance (visant l’interdiction) est nécessaire pour écarter un risque sérieux pour la bonne administration de la justice et que les effets bénéfiques de l’ordonnance sollicitée sont plus importants que ses effets préjudiciables sur les droits et les intérêts des parties et du public. »